# Čákova stezka

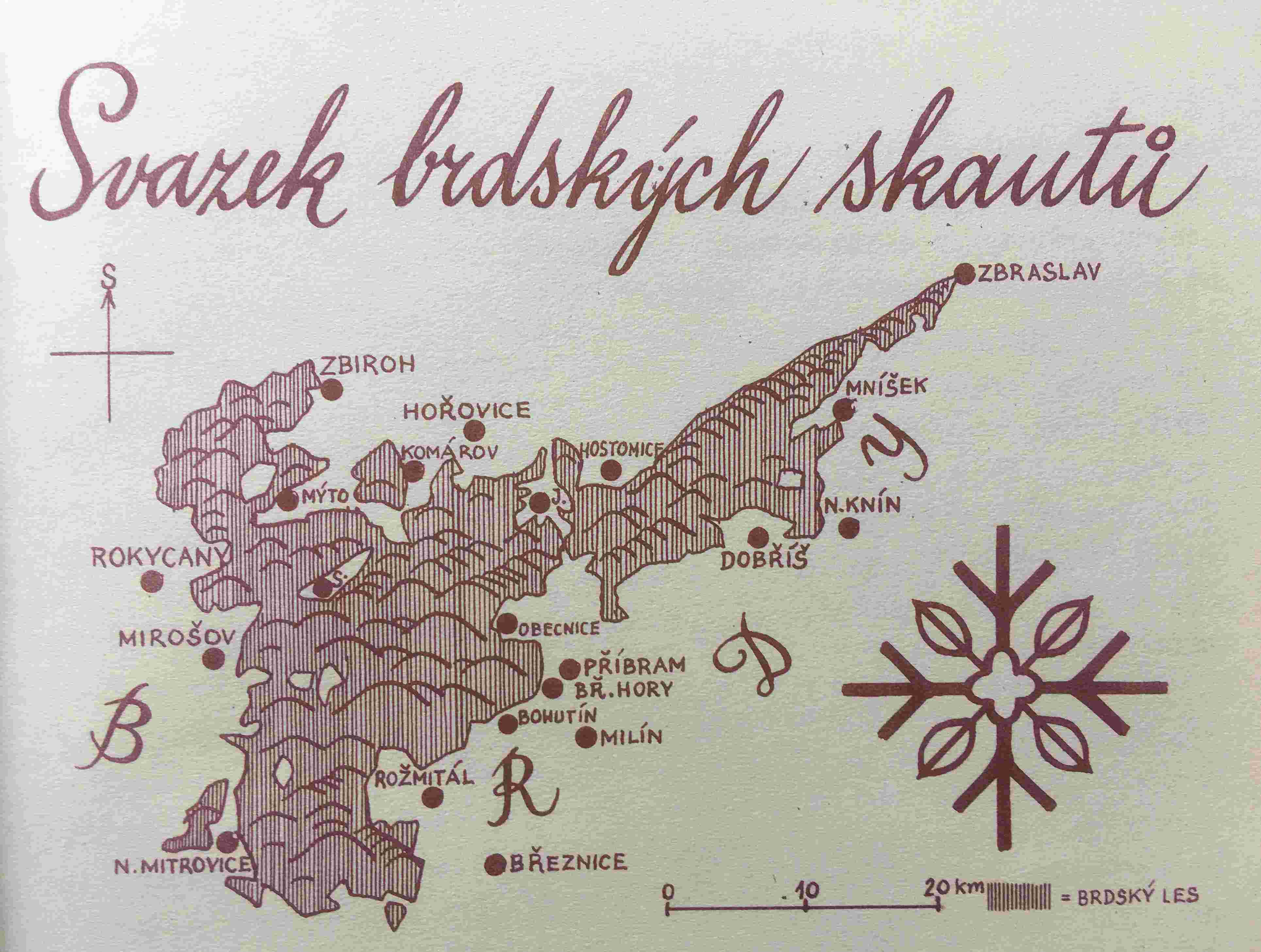
Čákovy Brdy

Čákova stezka po Brdech byla publikována nejdříve jako mapa „100 km po Brdech“ (viz dva obrázky v galerii) grafikem a spisovatelem Janem Čákou v roce 1963. Následně byla stezka rozpracována v knihách, které později vyšly i v souhrnných přepracovaných vydáních. Z těchto knížek jsou v galerii připojeny mapy okolí Plešivce a Třemšína. V rámci diskuse o zpřístupnění Brd byla do stezky zahrnuta i část středních Brd. Stezka je také popsána v knize o Středních Brdech. 

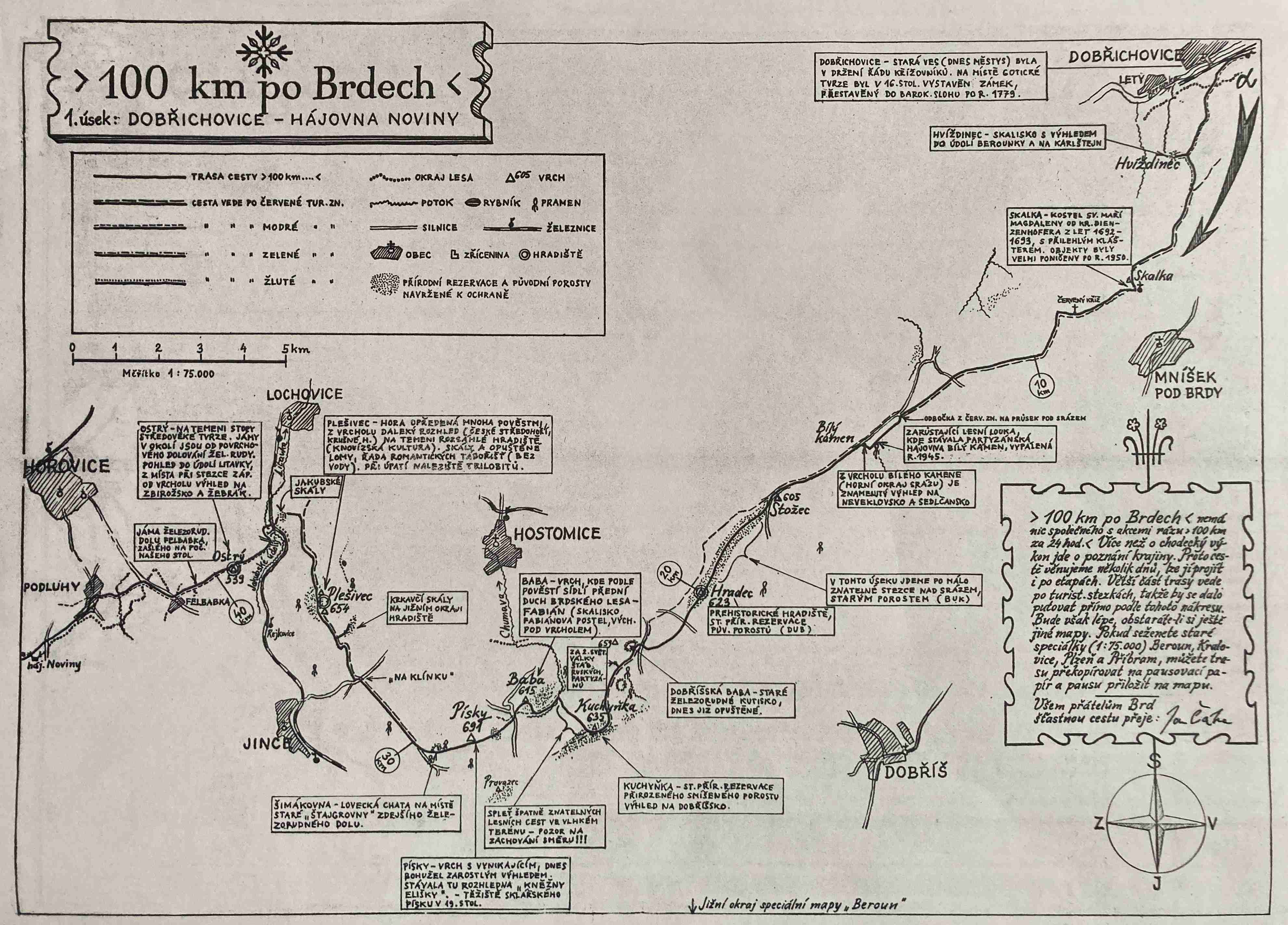
Jan Čáka - 100 km po Brdech - Strana 1
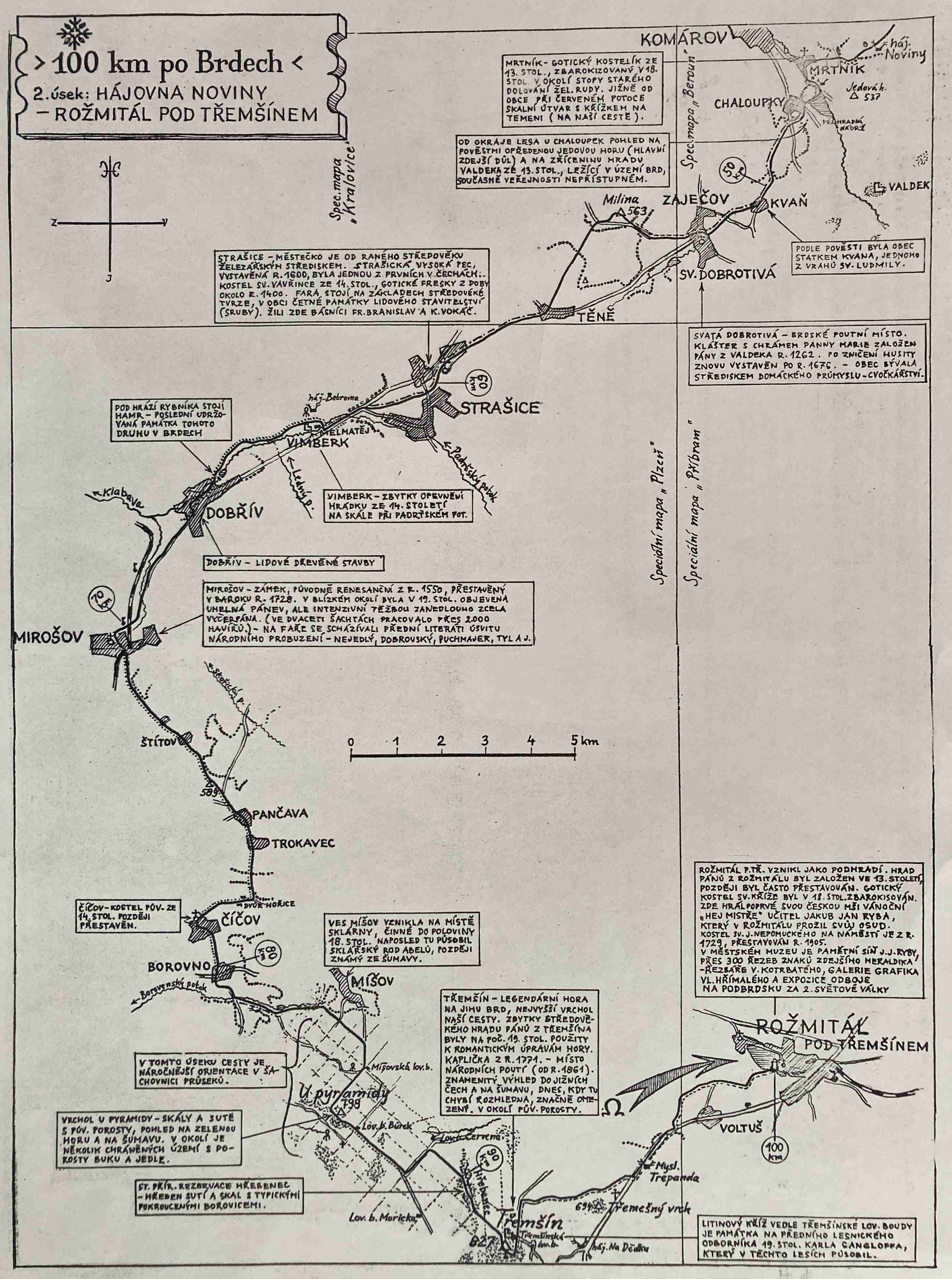
Jan Čáka - 100 km po Brdech - Strana 2
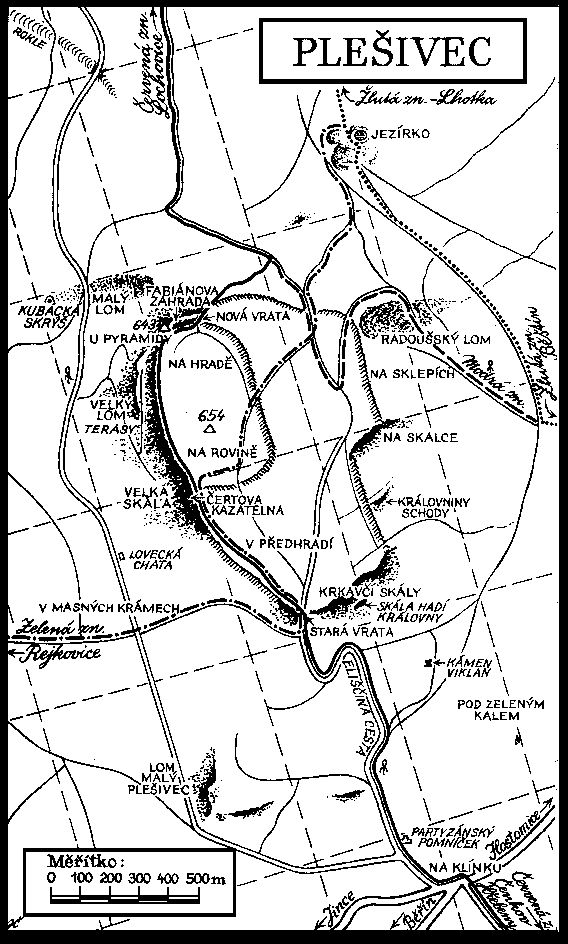
Jan Čáka - Plešivec - kniha Toulání po Brdech - strana 155
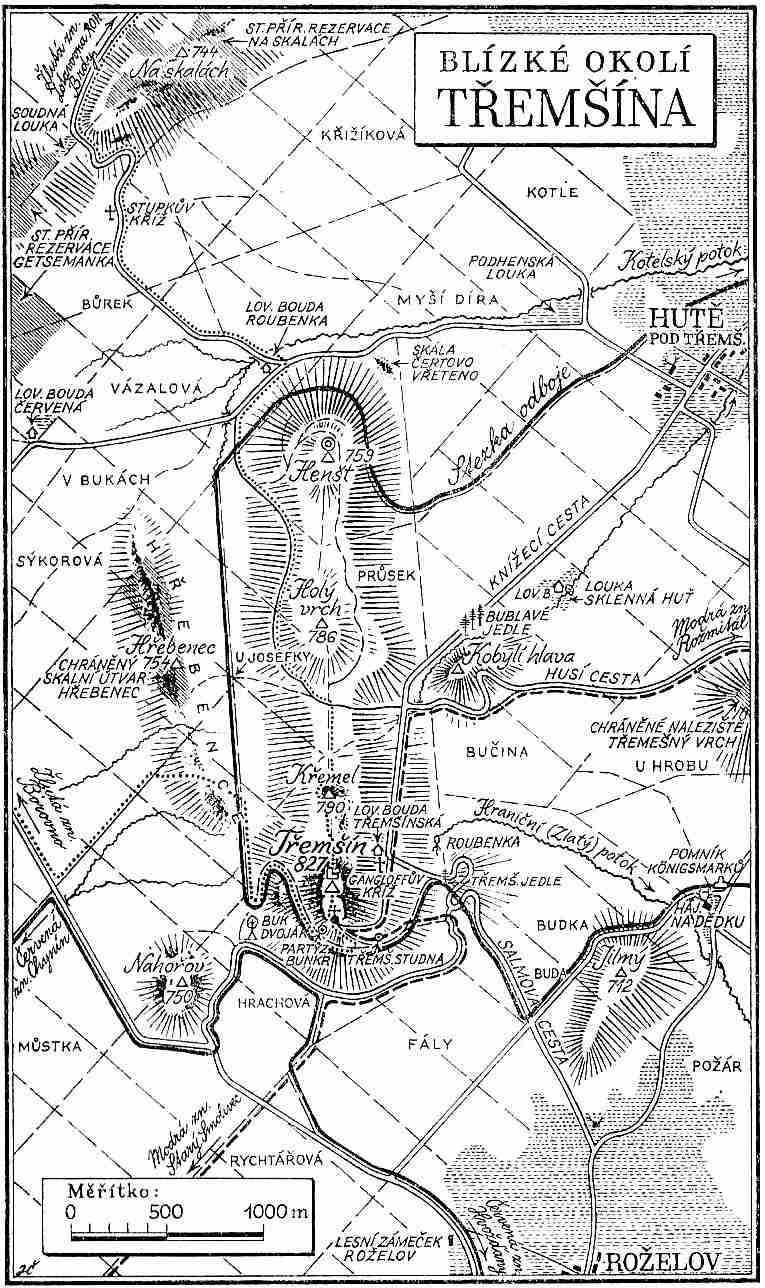
Jan Čáka - Třemšín - kniha Toulání po Brdech - strana 325

### Čákova stezka přehledně
| Bod | km (mapa) | Místo                                       | Popis | Turistická značka                                                                                   | Poznámka                                                                         |
| --- | --------- | ------------------------------------------- | --- | --------------------------------------------------------------------------------------------------- | -------------------------------------------------------------------------------- |
| 1   |           | Dobřichovice                                | Stará ves (dnes město) byla v držení řádu křižovníků. Na místě gotické tvrze byl v 16. století vystavěn zámek přestavěný v barokním slohu po roce 1779. Železniční trať od roku 1863. | Modrá                                                                                               | Železniční stanice Dobřichovice.                                                 |
| 2   | 3,2       | Hvíždinec                                   | Skalisko s výhledem do údolí Berounky a na Karlštejn. | Modrá                                                                                               | Odbočka na vyhlídku Hvíždinec 300 m.                                             |
| 3   | 4         | U Šraňku                                    | | Červená                                                                                             | Rozcestník U Šraňku.                                                             |
| 4   | 7,5       | Skalka                                      | Kostel sv. Maří Magdaleny od Kryštofa Dientzenhofera z let 1692-1693 s přilehlým klášterem. Objekty byly velmi poničeny po roce 1950. Nyní obnoveny. | Červená                                                                                             | Kolem Červeného kříže a Kytínskou louku na Bílý Kámen.                           |
| 5   | 15        | Bílý kámen                                  | Upravená studánka. Bývalá hájovna vypálená 1945. V roce 1963 zde ještě byla zarůstající lesní louka. Z vrcholu Bílý kámen, kde je dnes bývalá vojenská základna, byl zamenitý výhled na Neveklovsko a Sedlčansko. | Červená                                                                                             |                                                                                  |
| 6   | 17        | Buková leč                                  | Studánky Buková leč a Helenčina studánka na prameništi Voznického potoka. | Červená                                                                                             |                                                                                  |
| 7   | 18        | Stožec                                      | | Červená                                                                                             | Rozcestník Stožec.                                                               |
| 8   | 22        | Na Hradci                                   | Prehistorické hradiště, přírodní rezervace dubových a bukových porostů. | Červená                                                                                             | Autobusová zastávka Na Hradci. Možnost odbočky 850 m na vyhlídku z vrchu Hradec. |
| 9   | 23,5      | Po Studeným vrchem                          | Rozhledna Studený vrch postavená 1940. Cestou k rozhledně je napravo staré opuštěné železnorudné kutisko zvané Baba. Na Dobříšsku se Studenému vrchu říká Baba. O 350 m dále upravená studánka pod Studeným vrchem. | Červená                                                                                             | Odbočka 750 m na Studený vrch.                                                   |
| 10  | 25        | Kuchyňka                                    | Pod rezervací Kuchyňka se nachází Fabiánova studánka. | Červená                                                                                             |                                                                                  |
| 11  | 26,5      | Malý vrch                                   | | Červená                                                                                             |                                                                                  |
| 12  | 27        | Pod Malým vrchem                            | | Dále cca 200 m po červené a pak odbočit doprava vzhůru do kopce a dále kolem lovecké chaty Čápovka. | Rozcestník Pod Malým vrchem.                                                     |
| 13  | 28,5      | Lovecká chata Čápovka                       | | Dále krátce po žluté                                                                                |                                                                                  |
| 14  | 29        | Pod Malou Babou                             | | Modrá                                                                                               | Rozcestník Pod Malou Babou.                                                      |
| 15  | 29,5      | Fabianovo lože                              | | Modrá                                                                                               | Odbočka 100m na Fabianovo lože.                                                  |
| 16  | 29,6      | Velká Baba                                  | Podle pověsti zde sídlí přední duch brdského lesa - Fabián. | Modrá                                                                                               | Odbočka 50 m na výhlídku.                                                        |
| 17  | 31        | Písek (Písky)                               | Na vrcholu civilní radar. Dříve tu stávala rozhledna kněžny Elišky (z Hořovic). Bývalo zde těžiště sklářského písku. | Modrá                                                                                               | Odbočka k vrcholu 250 m.                                                         |
| 18  | 33        | Komorsko                                    | Obec poblíž zanikla v 15. století. | Zelená                                                                                              |                                                                                  |
| 19  | 34,5      | Křižatky                                    | | Červená                                                                                             | Možný nástup po červené z Jinců, kde je huť Barbora.                             |
| 20  | 36        | Klínek                                      | | Červená                                                                                             | Zastávka autobusu linky Jince-Hostomice v brdském sedle.                         |
| 21  | 37        | Plešivecké sedlo                            | | Červená                                                                                             | Odbočka 300 m na Krkavčí skály.                                                  |
| 22  | 38        | Plešivec                                    | Hora opředená mnoha pověstmi. Z vrcholu daleký rozhled (České Středohoří, Krušné hory). Na temeni rozsáhlé hradiště (knovízská kultura). Skála a opuštěné lomy, řada romantických tábořišť (bez vody). Při úpatí naleziště trilobitů. Vyhlídka Čertova kazatelna. Na jižním okraji hradiště jsou Krkavčí skály. | Červená                                                                                             | Z Plešivce je možno dojít pohodlně na vlak do Lochovic.                          |
| 23  | 42,5      | Jakubské údolí                              | Litavka pod Rejkovicemi protéká v rychlém spádu soutěskou, která je známa jako Jakubské údolí. Výše na svahu Jakubské skály. Podle Čáky nese jméno po šlechtici Jakubu Černém z Edelmuthu, který na sklonku 18. století vlastnil panství Lochovice. Postavil zdejší bělidlo a tiskárnu plátna. | Červená                                                                                             | Po 300m stezka křižuje hlavní silnici Příbram-Zdice s autobusovou zastávkou.     |
| 24  | 43,5      | Nad Bělidlem                                | | Žlutá                                                                                               | Rozcestník Nad Bělidlem.                                                         |
| 25  | 44,5      | Ostrý                                       | Na temeni stopy středověké tvrze. Jámy v okolí jsou od povrchového dolování železné rudy. Pohled do údolí Litavky. Z místa při stezce západně od vrcholu výhled na Zbirožsko a Žebrák. | Žlutá                                                                                               | Odbočka 100 m na Ostrý.                                                          |
| 26  | 46,5      | Felbabka                                    | Za dalších 600 m milá vyhlídka. | Modrá                                                                                               | Autobusové spojení.                                                              |
| 27  | 48,5      | Křešín                                      | Nalevo před obcí vzácná louka s konikleci. | Zelená                                                                                              |                                                                                  |
| 28  | 51,5      | Krejčovka                                   | | Žlutá                                                                                               | Rozcestník a hájovna Krejčovka.                                                  |
| 29  | 53,5      | Valdek                                      | Zřícenína gotického hradu s krásnými výhledy a poutavými duby. | Po žluté zpět k rozcestí Na Hlíně a dále po zelené.                                                 | Odbočka 150 m na hrad Valdek.                                                    |
| 30  | 59,5      | U Tří fořtů                                 | | Modrá                                                                                               | Rozcestník U Tří fořtů. Odtud je 3,5 km hora Tok.                                |
| 31  | 61        | Pozorovatelna bývalé dopadové plochy Jordán | Odtud je 600m do středu dopadové plochy Jordán k další pozorovatelně s pěknou vyhlídkou. | Po modré a dále pak po žluté.                                                                       |                                                                                  |
| 32  | 63        | Letiště pod Hejlákem                        | Plocha vybudovaná za první republiky. | Po žluté a dále pak po modré.                                                                       |                                                                                  |
| 33  | 66,5      | Svatá Dobrotivá                             | Zaječov. Brdské poutní místo. Klášter s chrámem Panny Marie založen pány z Valdeka roku 1262. Po zničení Husity znovu vystavěn po roce 1676. Obec bývala střediskem domácího průmyslu - cvočkařství. | Žlutá                                                                                               | Autobusové spojení.                                                              |
| 34  | 73,5      | Kolenská cesta                              | | Po naučné stezce.                                                                                   | Rozcestník Kolenská cesta.                                                       |
| 35  | 76        | Lipovsko                                    | Romantická skála s vytesanou Brdskou vločkou. | Po naučné stezce a dále po modré.                                                                   |                                                                                  |
| 36  | 80        | Tři trubky                                  | Lovecký zámeček. Nyní Dům přírody Brd. | Modrá                                                                                               |                                                                                  |
| 37  | 85        | Strašice                                    | Městečko je od raného středověku železářským střediskem. Strašická vysoká pec, vystavěná roku 1600 byla jednou z prvních v Čechách. Kostel sv. Vavřince ze 14. století, gotické fresky z doby okolo roku 1400. Fara stojí na základech středověké tvrze. V obci četné památky lidového stavitelství (sruby). Žili zde básníci František Branislav a Karel Vokáč. Muzeum. | Modrá                                                                                               | Autobusové spojení.                                                              |
| 38  | 88        | Vimberk                                     | Zbytky opevnění hrádku ze 14. století. | Modrá                                                                                               |                                                                                  |
| 39  | 91        | Dobřív                                      | Vodní hamr postavený v 16. století, dnešní podoba z doby okolo roku 1830. | Po modré a dále po žluté.                                                                           | Autobusové spojení.                                                              |
| 40  | 99,5      | Josefka                                     | | Modrá, po cca 400 m lesní cestou po cycklostezce na hráz Dolejšího padrťského rybníka.              | Rozcestník Josefka.                                                              |
| 41  | 102       | Padrťské rybníky                            | | Červená                                                                                             |                                                                                  |
| 42  | 105,5     | Břízkovec                                   | | Zelená                                                                                              | Rozcestník Břízkovec.                                                            |
| 43  | 107,5     | Teslíny                                     | | Zelená                                                                                              | Autobusové spojení.                                                              |
| 44  | 109,5     | Spálená bouda                               | | Žlutá                                                                                               | Rozcestník Spálená bouda.                                                        |
| 45  | 116,5     | Třemšín                                     | Legendární hora na jihu Brd, nejvyšší vrchol naší cesty. Zbytky středověkého hradu pánů z Třemšína byly na počátku 19. století použity k romantickým úpravám hory. Kaplička z roku 1771. Místo národních poutí od roku 1861. Znamenitý výhled do jižních Čech a na Šumavu, dnes, kdy tu chybí rozhledna, značně omezený. V okolí původní porosty. O 500 m dále je litinový kříž u třemšínské lovecké boudy. Je to památka na předního lesnického odborníka 19. století Karla Gangloffa, který v těchto lesích působil. | Po žluté a dále po modré.                                                                           |                                                                                  |
| 46  | 118       | Kobylí hlava                                | Studánka. | Modrá                                                                                               |                                                                                  |
| 47  | 120       | Pod Štěrbinou                               | | Žlutá                                                                                               | Rozcestník Pod Štěrbinou.                                                        |
| 48  | 125,5     | Bílá skála                                  | Vyhlídka. | Žlutá                                                                                               |                                                                                  |
| 49  | 127       | Mohyla Jakuba Jana Ryby                     | Dne 8.4.1815 zde tragicky skonal rožmitálský učitel a geniální hudební skladatel Jakub Jan Ryba. Místo jeho dnešního posledního odpočinku najdete na starém rožmitálském hřbitově. | Po žluté a dále po červené.                                                                         | Ve Voltuši za 600m autobusové spojení.                                           |
| 50  | 130       | Podbrdské muzeum                            | | |                                                                                  |
| 51  | 130,5     | Rožmitál po Třemšínem                       | Rožmitál po Třemšínem vznikl jako podhradí. Hrad pánů z Rožmitálu by založen ve 13. století, později často přestavován. Gotický kostel Sv. kříže byl v 18. století zbarokizován. Zde hrál poprvé svou českou mši vánoční "Hej Mistře" učitel Jakub Jan Ryba, který v Rožmitálu prožil svůj osud. Kostel sv. Jana Nepomuckého na náměstí je z roku 1729, přestavován 1905. | |                                                                                  |